# Manfred von Seherr-Thoß
Oktavius Manfred Graf von Seherr-Thoß (* 5. Januar 1827 in Dobrau, Oberschlesien; † 5. Oktober 1911 in Breslau) war ein deutscher Rittergutsbesitzer und Parlamentarier.

## Leben
Manfred von Seherr-Thoß war der Sohn des Grafen Ernst von Seherr-Thoß (* 4. August 1786; † 19. Januar 1856) und der Agnes geb. Frein von Loën (* 17. Dezember 1783; † 17. Oktober 1832). Er studierte an der Rheinischen Friedrich-Wilhelms-Universität und wurde 1848 Mitglied des Corps Borussia Bonn. Nach dem Studium war er Stifter und Herr des Fideikommisses Weigelsdorf im Landkreis Reichenbach (Eulengebirge) und des Fideikommisses Quickendorf im Landkreis Frankenstein (Schlesien). Von Seherr-Thoß war Rittmeister, Landesältester und seit 1902 Mitglied des Preußischen Herrenhauses.
Er heiratete 1852 in erster Ehe Eugenie geb. Gräfin von Sternberg-Rudelsdorf (1828–1876), mit der er die Kinder Ernst (1858–1907) und Gabriele (1862–1926) hatte. In zweiter Ehe war er seit 1878 mit Helene geb. von Montbé (1853–1912) verheiratet.